# Beuxes
Beuxes est une commune du Centre-Ouest de la France, située dans le département de la Vienne en région Nouvelle-Aquitaine.
Ses habitants sont appelés les Beuxois.

## Géographie

### Géologie et relief
La région de Beuxes présente un paysage de plaines vallonnées plus ou moins boisées. Le terroir se compose : d'argilo pour 80 % sur les terres de Doucins(ce sont des terres argilo-limoneuse propre à la région) et les landes de la bordure Aquitaine, et de sables verts pour 20 % sur les collines et les dépressions sableuses des bordures du Bassin parisien.

### Communes limitrophes
| Seuilly (Indre-et-Loire) |              |                         |
| Vézières                 | Beuxes       | Marçay (Indre-et-Loire) |
|                          | Sammarçolles |                         |

### Hydrographie
La commune est traversée par 11 km de cours d'eau dont le principal est le Negron sur une longueur de 6 km.

### Climat
Pour des articles plus généraux, voir Climat de la Nouvelle-Aquitaine et Climat de la Vienne.
Historiquement, la commune est exposée à un climat océanique du nord-ouest.  
En 2020, Météo-France publie une typologie des climats de la France métropolitaine dans laquelle la commune est exposée à un climat océanique altéré et est dans la région climatique  Moyenne vallée de la Loire, caractérisée par une bonne insolation (1 850 h/an) et un été peu pluvieux.
Pour la période 1971-2000, la température annuelle moyenne est de 11,8 °C, avec une amplitude thermique annuelle de 14,8 °C. Le cumul annuel moyen de précipitations est de 636 mm, avec 10,8 jours de précipitations en janvier et 6,5 jours en juillet. Pour la période 1991-2020, la température moyenne annuelle observée sur la station météorologique la plus proche, située sur la commune de Ligré à 7 km à vol d'oiseau, est de 12,5 °C et le cumul annuel moyen de précipitations est de 653,1 mm,. Pour l'avenir, les paramètres climatiques de la commune estimés pour 2050 selon différents scénarios d’émission de gaz à effet de serre sont consultables sur un site dédié publié par Météo-France en novembre 2022.

## Urbanisme

### Typologie
Au 1er janvier 2024, Beuxes est catégorisée commune rurale à habitat dispersé, selon la nouvelle grille communale de densité à sept niveaux définie par l'Insee en 2022.
Elle est située hors unité urbaine. Par ailleurs la commune fait partie de l'aire d'attraction de Chinon, dont elle est une commune de la couronne,. Cette aire, qui regroupe 20 communes, est catégorisée dans les aires de moins de 50 000 habitants,.

### Occupation des sols
L'occupation des sols de la commune, telle qu'elle ressort de la base de données européenne d’occupation biophysique des sols Corine Land Cover (CLC), est marquée par l'importance des territoires agricoles (78,3 % en 2018), en diminution par rapport à 1990 (79,8 %). La répartition détaillée en 2018 est la suivante : 
terres arables (55,5 %), forêts (18 %), prairies (16,6 %), zones agricoles hétérogènes (6,2 %), zones urbanisées (3 %), milieux à végétation arbustive et/ou herbacée (0,7 %). L'évolution de l’occupation des sols de la commune et de ses infrastructures peut être observée sur les différentes représentations cartographiques du territoire : la carte de Cassini (XVIIIe siècle), la carte d'état-major (1820-1866) et les cartes ou photos aériennes de l'IGN pour la période actuelle (1950 à aujourd'hui).

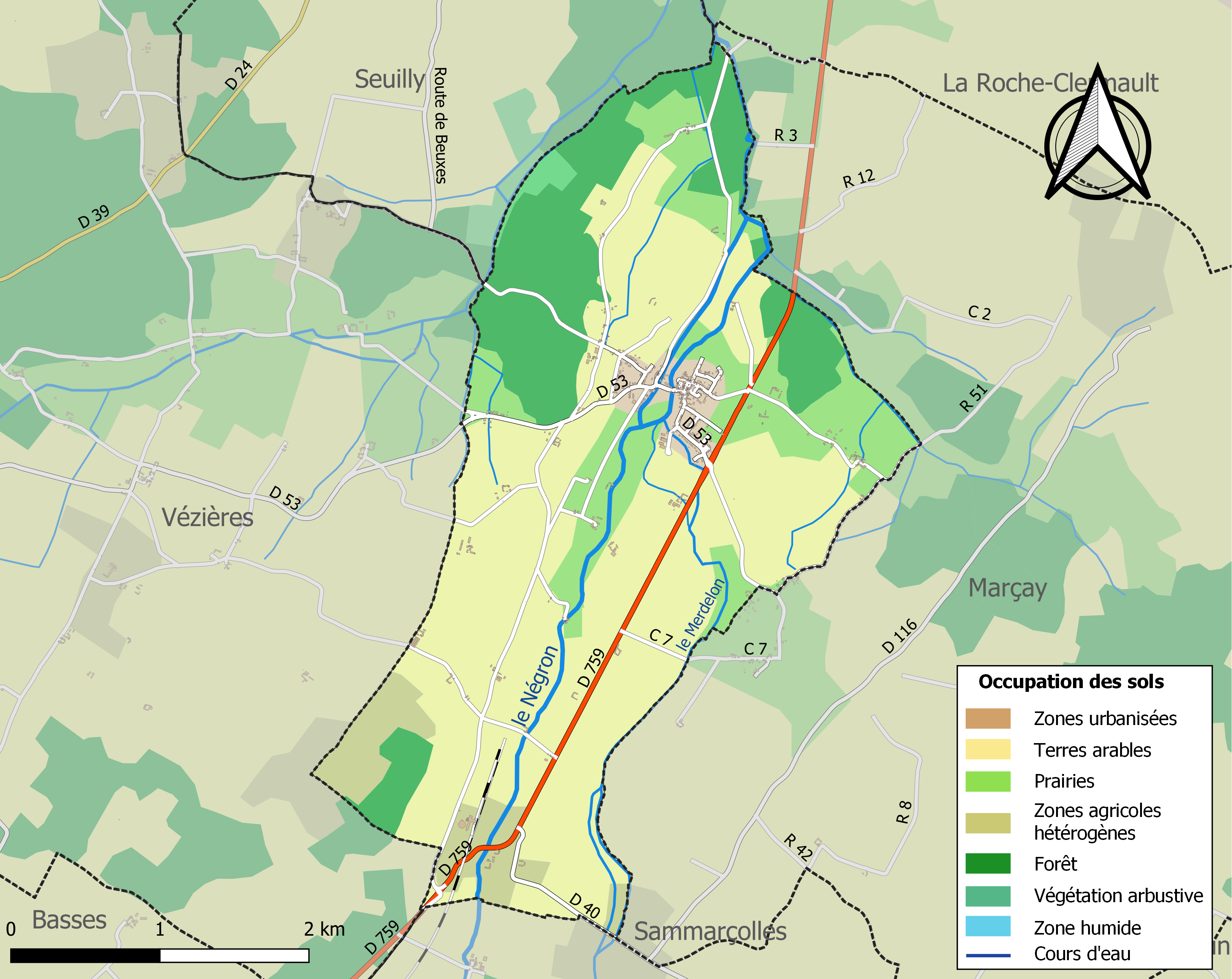
Carte des infrastructures et de l'occupation des sols de la commune en 2018 (CLC).

### Risques majeurs
Le territoire de la commune de Beuxes est vulnérable à différents aléas naturels : météorologiques (tempête, orage, neige, grand froid, canicule ou sécheresse), inondations, mouvements de terrains et séisme (sismicité modérée). Il est également exposé à un risque technologique, le transport de matières dangereuses. Un site publié par le BRGM permet d'évaluer simplement et rapidement les risques d'un bien localisé soit par son adresse soit par le numéro de sa parcelle.

#### Risques naturels
Certaines parties du territoire communal sont susceptibles d’être affectées par le risque d’inondation par débordement de cours d'eau, notamment le Négron. La commune a été reconnue en état de catastrophe naturelle au titre des dommages causés par les inondations et coulées de boue survenues en 1982, 1999, 2010 et 2013,.

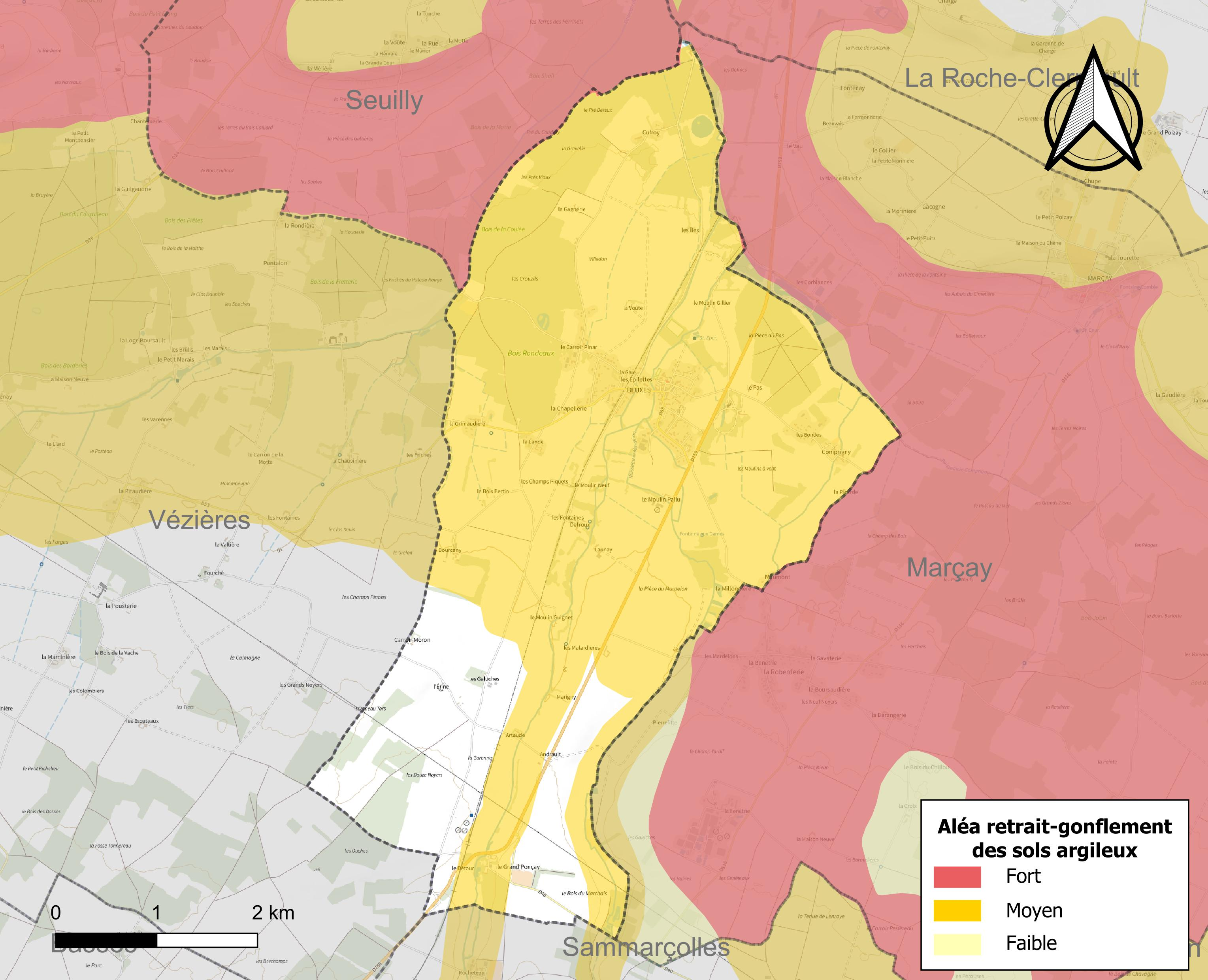
Carte des zones d'aléa retrait-gonflement des sols argileux de Beuxes.

Les mouvements de terrains susceptibles de se produire sur la commune sont des tassements différentiels. Le retrait-gonflement des sols argileux est susceptible d'engendrer des dommages importants aux bâtiments en cas d’alternance de périodes de sécheresse et de pluie. 81,1 % de la superficie communale est en aléa moyen ou fort (79,5 % au niveau départemental et 48,5 % au niveau national). Depuis le 1er octobre 2020, en application de la loi ÉLAN, différentes contraintes s'imposent aux vendeurs, maîtres d'ouvrages ou constructeurs de biens situés dans une zone classée en aléa moyen ou fort,.
La commune a été reconnue en état de catastrophe naturelle au titre des dommages causés par des mouvements de terrain en 1999 et 2010.

## Toponymie
Le nom du village proviendrait du latin buxus qui signifie buis.

## Histoire
En 1972, le prêtre catholique de Beuxes annonce publiquement qu'il quitte son emploi pour se marier avec la femme qu'il fréquentait depuis plusieurs années.

## Politique et administration

### Liste des maires
| Période | Période  | Identité                   | Étiquette | Qualité                                         |
| ------- | -------- | -------------------------- | --------- | ----------------------------------------------- |
| 1790    | 1795     | Jean Petit                 |           | Meunier                                         |
| 1799    | 1815     | Pierre Brancheu            |           | Meunier                                         |
| 1838    | 1840     | François Paupérin          |           |                                                 |
| 1867    | 1871     | Léopold Ferdinand Foucault |           | Meunier                                         |
| 1912    | 1912     | Auguste Diboine            |           | Propriétaire                                    |
| 1921    | 1922     | Victor Girard              |           | Exploitant de scierie                           |
| 1922    | 1925     | André Petit                |           |                                                 |
| 1925    | 1937     | Auguste Juet               |           | Conseiller d'arrondissement du canton de Loudun |
| 1937    | 1971     | Ernest Girard              |           | Industriel                                      |
| 1971    | 2020     | Jean Robert                |           | Agriculteur                                     |
| 2020    | En cours | Robert Monerris            |           | Retraité                                        |

### Instances judiciaires et administratives
La commune relève du tribunal d'instance de Poitiers, du tribunal de grande instance de Poitiers, de la cour d'appel  Poitiers, du tribunal pour enfants de Poitiers, du conseil de prud'hommes de Poitiers, du tribunal de commerce de Poitiers, du tribunal administratif de Poitiers et de la cour administrative d'appel  de  Bordeaux, du tribunal des pensions de Poitiers, du tribunal des affaires de la Sécurité sociale de la Vienne, de la cour d’assises de la Vienne.

### Services publics
Les réformes successives de La Poste ont conduit à la fermeture de nombreux bureaux de poste ou à leur transformation en simple relais. Toutefois, la commune a pu maintenir le sien.

## Démographie
L'évolution du nombre d'habitants est connue à travers les recensements de la population effectués dans la commune depuis 1793. Pour les communes de moins de 10 000 habitants, une enquête de recensement portant sur toute la population est réalisée tous les cinq ans, les populations de référence des années intermédiaires étant quant à elles estimées par interpolation ou extrapolation. Pour la commune, le premier recensement exhaustif entrant dans le cadre du nouveau dispositif a été réalisé en 2005.

En 2022, la commune comptait 558 habitants, en évolution de +1,09 % par rapport à 2016 (Vienne : +0,6 %, France hors Mayotte : +2,11 %).
| 1793 | 1800 | 1806 | 1821 | 1831 | 1836 | 1841 | 1846 | 1851 |
| ---- | ---- | ---- | ---- | ---- | ---- | ---- | ---- | ---- |
| 232  | 198  | 251  | 275  | 260  | 306  | 314  | 317  | 343  |

| 1856 | 1861 | 1866 | 1872 | 1876 | 1881 | 1886 | 1891 | 1896 |
| ---- | ---- | ---- | ---- | ---- | ---- | ---- | ---- | ---- |
| 352  | 336  | 357  | 350  | 374  | 413  | 435  | 450  | 458  |

| 1901 | 1906 | 1911 | 1921 | 1926 | 1931 | 1936 | 1946 | 1954 |
| ---- | ---- | ---- | ---- | ---- | ---- | ---- | ---- | ---- |
| 454  | 459  | 447  | 442  | 449  | 472  | 380  | 422  | 432  |

| 1962 | 1968 | 1975 | 1982 | 1990 | 1999 | 2005 | 2006 | 2010 |
| ---- | ---- | ---- | ---- | ---- | ---- | ---- | ---- | ---- |
| 414  | 409  | 408  | 443  | 420  | 481  | 486  | 496  | 530  |

| 2015 | 2020 | 2022 | - | - | - | - | - | - |
| ---- | ---- | ---- | - | - | - | - | - | - |
| 549  | 543  | 558  | - | - | - | - | - | - |

En 2008,selon l'Insee, la densité de population de la commune était de 47 hab./km2, 61 hab./km2 pour le département, 68 hab./km2 pour la région Poitou-Charentes et 115 hab./km2 en France.

## Économie
Selon la Direction régionale de l'Alimentation, de l'Agriculture et de la Forêt de Poitou-Charentes, il n'y a plus que 10 exploitations agricoles en 2010 contre 11 en 2000.
Les surfaces agricoles utilisées ont augmenté et sont passées de 813 hectares en 2000 à 855 hectares en 2010. Ces chiffres indiquent une concentration des terres sur un nombre plus faible d’exploitations. Cette tendance est conforme à l’évolution  constatée sur tout le département de la Vienne puisque de 2000 à 2007, chaque exploitation a gagné en moyenne 20 hectares.
65 % des surfaces agricoles sont destinées à la culture des céréales (blé tendre, orges et maïs), 21 % pour les oléagineux (colza et tournesol) et 3 % reste en herbes.
L'élevage de bovins a disparu en 2010 (245 têtes sur 5 fermes en 2000).

## Culture locale et patrimoine

### Lieux et monuments
- L'église Saint-Léger de Beuxes fait l'objet d'une inscription au titre des monuments historiques depuis le 17 juin 1926[29]
- Le moulin de Comprigny, édifice du XIIe siècle, situé sur un ancien site gallo-romain. C'est un moulin sur cours avec deux roues à augets décalées. On peut retrouver le moulin de Comprigny sur la carte de Cassini.

### Patrimoine naturel
- Observatoire populicole de Bariteau : massif de 156 hectares entièrement planté en peupliers, mis en valeur depuis 1959 par la famille Meese, ce massif unique en France contient de nombreuses parcelles expérimentales pour l'étude des accroissements et de l'état sanitaire d'environ 150 variétés de peupliers.
- Selon l'Inventaire des arbres remarquables de Poitou-Charentes[30], il y a trois arbres remarquables sur la commune qui sont un buis commun, un poirier sauvage et un saule pleureur.

### Personnalités liées à la commune
- Pierre Mauléon (1744-1831), meunier au hameau du Grand-Ponçay est considéré comme le père de la trufficulture française[31].

## Héraldique
| Blason de Beuxes | Blason  | Parti coupé ondé: au 1) de sinople à une branche de buis d'or, au 2) d'argent à un chêne au naturel, au 3) d'argent à une roue de moulin de sable, au 4) de gueules à une volute de crosse d'or. |
| Blason de Beuxes | Détails | Créé par JF Binon. Adopté le 4 mai 2023. |